# 小行星1652
小行星1652（1652 Herge）是一颗围绕太阳公转的小行星。1953年8月9日，西維恩·阿蘭德在于克勒发现了此天体。
該小行星以比利時漫畫家艾爾吉命名。
这颗小行星的绝对星等为13.31074358768214等。